# Далмаций из Педоны
Далмаций (умер в 254 или 304 году) — священномученик из Педоны. День памяти — 5 декабря.
Святой Далмаций (итал. San Dalmazzo, Dalmazio, Dalmatius of Pavia), согласно, был священником на севере Италии, но нет доподлинных сведений о веке, в котором он жил, или о том, как он отошёл ко Господу.
Св. Далмаций почитают в Педоне (совр. Борго-Сан-Дальмаццо). Его житие составлено в VII или VIII веке, вероятно, монахом из монастыря Педона, что в Ломбардии, на основании устного предания.
Согласно этому житию, св. Далмаций родился в городе Forum Germarzorum (совр. Сан-Дамьяно-Макра) и стал клириком и проповедником в Педоне. В X веке, когда окрестности Педоны были опустошены мусульманами, мощи св. Далмация были перенесены в Куарньенто, где на могиле написано: [H]ic requiescit corpus sancti Dalmatii repositum ab Audace episcopo Astensi.
Во Франции, согласно преданию, относящемуся к IX веку, святой Далмаций был мучеником. В более поздних преданиях сообщается, что он евангелизировал много городов в Пьемонте, Эмилии и Галлии и был убит за веру.
Римский мартиролог, опираясь на ошибочные списки епископов, рассматривает св. Далмация как епископа Павии.